# Sala Biellese
Sala Biellese là một đô thị ở tỉnh Biella vùng Piedmont của nước Ý, có vị trí cách khoảng 50 km về phía đông bắc của of Torino và khoảng 12 km về phía tây nam của of Biella. Tại thời điểm ngày 31 tháng 12 năm 2004, đô thị này có dân số 622 người và diện tích là 8,1 km².
Sala Biellese giáp các đô thị: Chiaverano, Donato, Mongrando, Torrazzo, Zubiena.